# نجات بابانوئل
نجات بابانوئل (انگلیسی: Saving Santa) یک فیلم انیمیشنی محصول سال ۲۰۱۳ به کارکردانی لئون جوسن است. این فیلم به صورت فیلم ویدئویی منتشر شد.

## صداپیشگان
- مارتین فریمن
- تیم کوری
- نول کلارک
- تیم کانوی
- پم فریس
- اشلی تیزدیل
- جوآن کالینز
- کریس باری
- ریچارد استیون هورویتز
- کریگ فایربراس

## انتشار
این فیلم در بریتانیا در ۱ نوامبر ۲۰۱۳ و در ایالات متحده در ۵ نوامبر ۲۰۱۳ در فرمت دیسک بلوری و دی‌وی‌دی توسط واینستین کمپانی و انکر بی انترتینمنت منتشر شد.